# Tom Hulce
Thomas Edward Hulce (Whitewater, 6 december 1953) is een Amerikaans acteur. Hij werd in 1985 genomineerd voor zowel een Academy Award als een Golden Globe voor zijn hoofdrol als Wolfgang Amadeus Mozart in de film Amadeus. Hij won hiervoor daadwerkelijk een Premi David di Donatello en kreeg in 1996 een Emmy Award toegekend voor het spelen van Peter Patrone in de televisiefilm The Heidi Chronicles.
Met het winnen van de Emmy Award in 1996 verzilverde Hulce zijn tweede nominatie daarvoor. Eerder werd hij voor de acteerprijs genomineerd voor de televisiefilm Murder in Mississippi uit 1990. De Amerikaan werd daarnaast voor zowel Amadeus, bioscoopfilm Dominick and Eugene (1988), Murder in Mississippi als The Heidi Chronicles genomineerd voor een Golden Globe.
Hulce speelt behalve in films ook in toneelstukken en musicals. In 1990 werd hij genomineerd voor een Tony Award voor zijn rol in de Broadway-versie van A Few Good Men.

## Filmografie
*Exclusief televisiefilms
- Once Upon a Studio (2023)
- Jumper (2008)
- Stranger Than Fiction (2006)
- The Hunchback of Notre Dame II (2002, stem)
- Disney Sing-Along-Songs: Topsy Turvy (1996)
- The Hunchback of Notre Dame (1996, stem)
- Wings of Courage (1995)
- Frankenstein (1994)
- Fearless (1993)
- The Inner Circle (1991)
- Black Rainbow (1989)
- Parenthood (1989)
- Shadowman (1988)
- Dominick and Eugene (1988)
- Slam Dance (1987)
- Echo Park (1986)
- Amadeus (1984)
- Those Lips, Those Eyes (1980)
- Animal House (1978)
- September 30, 1955 (1977)
- Song of Myself (1976)

- Bibsys: 98080074
- Biblioteca Nacional de España: XX1327333
- Bibliothèque nationale de France: cb13998721t (data)
- Gemeinsame Normdatei: 124116531
- International Standard Name Identifier: 0000 0001 0938 9225
- Library of Congress Control Number: n90700089
- MusicBrainz: 10d467ab-7bff-4bd6-a560-d8f212a617db
- Nationale Bibliotheek van Tsjechië: pna2005274533
- Nationale Bibliotheek van Israël: 987007434809205171
- Nationale Bibliotheek van Polen: a0000002363647
- Nederlandse Thesaurus van Auteursnamen: 074335634
- SNAC: w6k67rv4
- Système universitaire de documentation: 060230452
- Virtual International Authority File: 117433286
- WorldCat: E39PBJpjfPHdV89dqTtTVrjXBP